# Garaeus sikkima
Garaeus sikkima là một loài bướm đêm trong họ Geometridae.